# مک‌ریری (منیتوبا)
مک‌ریری (به انگلیسی: McCreary) یک روستا در کانادا است که در منیتوبا واقع شده‌است. مک‌ریری ۱٫۷۰ کیلومتر مربع مساحت و ۴۷۲ نفر جمعیت دارد.